# Серо де лас Кампанас
Серо де лас Кампанас (на испански: Cerro de las Campanas) е тектонично формирование в центъра на град Сантяго де Керетаро, столица на щата Керетаро в Мексико.
Името означава „хълма на камбаните“, защото скалите, от които е изграден, при удар издават звук като камбана. Хълмът заема място в националната история на Мексико като мястото където са разстреляни австрийският ерцхерцог и император на Мексито Максимилиан I, бившият президент генерал Мигел Мирамон и генерал Томас Мехия.
Гробът на Максимилиан в подножието на хълма е във вид на малка крипта, чийто покрив е направен от дъното на обърнатия кораб, с който той е планирал да избяга в Европа. На върха на хълма се издига 10-метрова статуя на убиеца на Максимилиан, Бенито Хуарес, който по-късно става президент на Мексико. Върху статуята на Хуарес е написано със златни букви „Уважението на чуждите права – това е мир“ (на испански: „El respeto al derecho ajeno es la paz“).